# 20194 Ilarialocantore
20194 Ilarialocantore este un asteroid din centura principală de asteroizi.

## Descriere
20194 Ilarialocantore este un asteroid din centura principală de asteroizi. A fost descoperit pe 30 ianuarie 1997 la Cima Ekar de Maura Tombelli și Claudio Casacci. Asteroidul prezintă o orbită caracterizată de o semiaxă mare de 2,91 ua, o excentricitate de 0,04 și o înclinație de 2,7° în raport cu ecliptica.